# Ullastrar menorquí

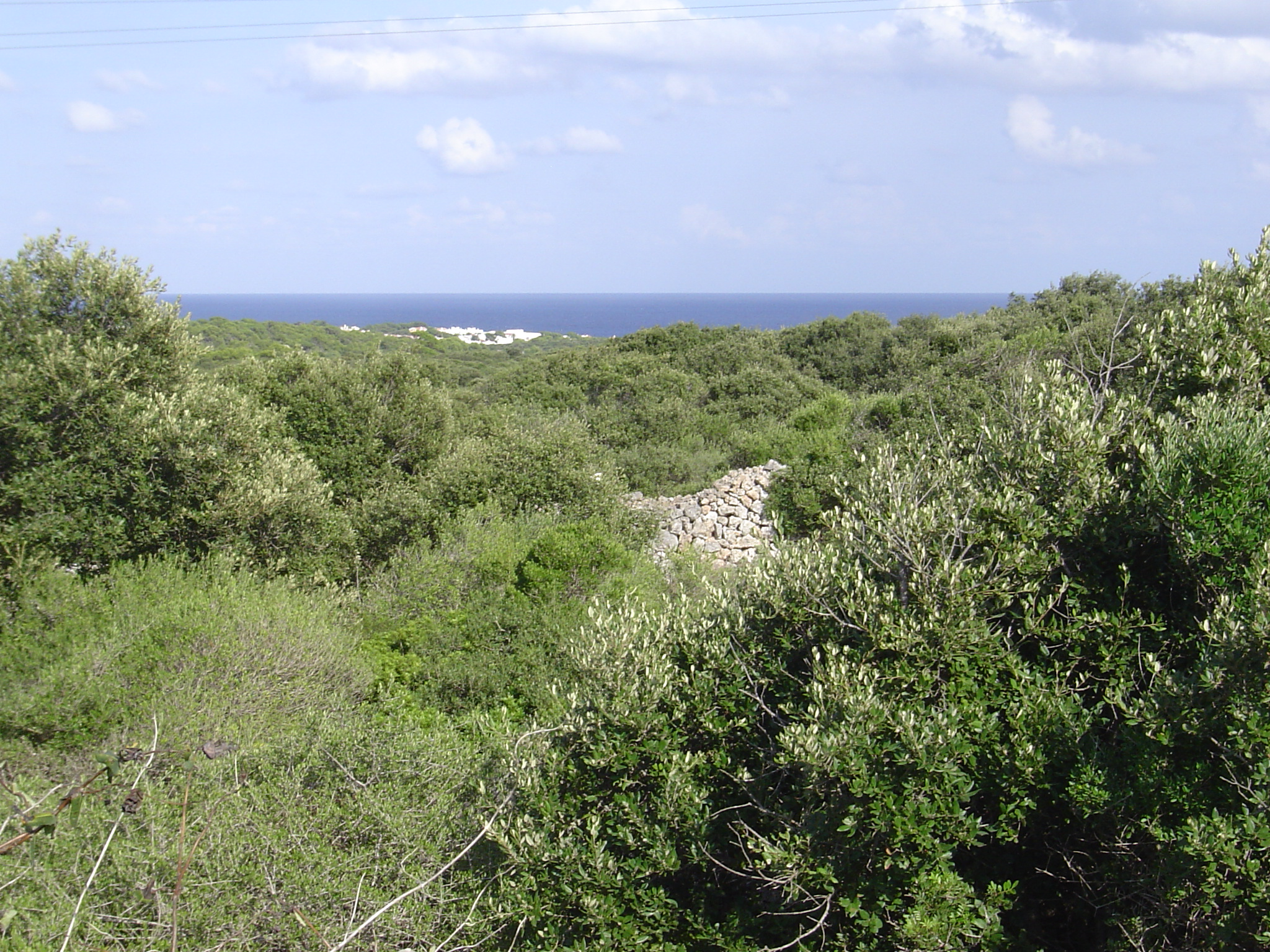
Imatge d'una màquia d'ullastrar menorquí.

L'ullastrar menorquí (Prasio-Oleetum silvestris) és una màquia de caràcter mediterrani meridional: densa, sovint impenetrable, que pot arribar als dos o tres metres d'alçària. Està formada per plantes molt ben adaptades a la manca d'aigua, amb fulles perennes, dures, petites, fines i espinescents. Les espècies dominants són l'ullastre (Olea europaea sylvestris), la mata (Pistacea lentiscus), l'aladern (Phyllirea media), l'arangí bord (Prasium majus) i la vidalba baleàrica (Clematis cirrhosa balearica). És una comunitat pobra en endemismes, però molt diferent de les màquies que creixen en localitats anàloges del litoral ibèric, ja que no hi ha garrofer (Ceratonia siliqua) ni garric (Quercus coccifera). A més, gairebé no hi ha herbes, mentre que a les màquies ibèriques el llistó (Brachypodium retusum) és molt abundant. L'aspecte d'aquesta comunitat és el mateix al llarg de tot l'any, malgrat que a l'estiu les poques plantes herbàcies que s'hi fan estan seques. Aquesta monotonia estacional és deguda al fet que les flors dels arbusts dominants són petites i a que només algunes espècies secundàries, con l'argelaga (Calicotome spinosa), perden les fulles a les estacions desfavorables.

## Classificació botànica
El Prasio-Oleetum silvestris és una associació vegetal que pertany a l'aliança Oleo-Ceratonion- És l'ullastrar que hi ha a Menorca. Es caracteritza per tenir com a espècies dominants l'ullastre (Olea europaea var. silvestris) i el llentiscle (Pistacea lentiscus), allà anomenada mata (nom que constata la seva gran abundància a l'illa). Aquest fet li dona una gran semblança fisiognòmica amb els ullastrars de la Provença (bosc baix molt dens amb nombroses lianes). Però si es compara la flora acompanyant ens trobem que Menorca posseeix un bon nombre d'espècies meridionals absents allà (Praesium majus, Clematis cirrhosa Chamaerops humilis, Succowia balearica, Asparagus horridus, Asparagus albus, etc.).

## Comparació amb la màquia mallorquina
Malgrat tot, l'ullastrar és una màquia no tan seca com la de Mallorca (Cneoro-Ceratonietum). Un indici de la disminució de la xerofília és la presència d'algunes plantes mesòfiles, com Tamus, i d'algunes espècies herbàcies: Geranium robertianum ssp. purpureum, Aetheorhiza, etc., rares a la màquia mallorquina, així com la desaparició o la rarefacció de Ceratonia, Cneorum, etcètera. Això correspon al clima més plujós de Menorca.
Ocupa, com a clímax o com a comunitat permanent, sobretot espais oberts al vent del nord (tramuntana), que porta petites quantitats de sal procedent de mar. També fa la funció de comunitat substituent de l'alzinar menorquí (Cyclamini-Quercetum ilicis), això sobretot en forma de màquia o garriga dominada per Pistacia lentiscus.
Si es compara l'ullastrar menorquí amb el mallorquí les diferències són menors (a Mallorca l'ullastre és menys abundant, ja que també es barreja amb el garrofer). Tanmateix hi ha unes quantes espècies que caracteritzen aquesta associació i són:
- Prasium majus
- Succowia balearica
- Carex halleriana var. bracteosa
- Phillyrea latifolia var. rodriguezii
- Pulicaria odora
- Euphorbia pterococca

Es poden distindir dues varietats o sub-associacions de l'ullastrar menorquí:
- Amb Euphorbia dendroides: Té com a diferencials a més a més Asphodelus aestivus i Cistus monspeliensis. És una agrupació relativament oberta, pròpia d'indrets rocosos. En indrets calcífugs trobem Calicotome spinosa, Pulicaria odora i l'estepa negra citada, en canvi, en indrets calcícoles apareix el Brachypodium ramosum i el Rosmarinus officinalis
- Amb Tamus communis: Té com a diferencials a més a més Ruscus aculeatus i Euphorbia pterococca. És més dens que l'anterior i colonitza els sòls profunds.